# Moravian Falls (Karolina Północna)
Moravian Falls – jednostka osadnicza w Stanach Zjednoczonych, w stanie Karolina Północna, w hrabstwie Wilkes.